# Gnetum latispicum
Gnetum latispicum — вид гнетоподібних з родини гнетових (Gnetaceae). Місцем проживання цього виду є цн.-зх. Африка: Камерун, Центральноафриканська Республіка.